# Люблёво
Люблёво — деревня в Плюсском районе Псковской области России. Входит в состав Лядской волости.
Расположена у побережья реки Дряжна (притока Плюссы), в 35 км к западу от райцентра Плюсса, в 10 км к югу от волостного центра Ляды и в 1 км к югу от деревни Лосицы.

## Население
Численность населения деревни на 2000 год составляла 10 человек, по переписи 2002 года — 12 человек.

## История
До 1 января 2006 года деревня входила в состав ныне упразднённой Лосицкой волости.